# Drakbåts-EM för landslag 2010
Drakbåts-EM för landslag 2010 anordnades av EDBF i Amsterdam i Nederländerna den 13–15 augusti. Distanserna var 200 meter, 500 meter och 2 000 meter. Det tävlades i dam-, mixed- och open-klasser på junior-, senior- och master-nivå.

## Medaljtabell
| Pl.    | Nation         | Guld | Silver | Brons | Totalt |
| ------ | -------------- | ---- | ------ | ----- | ------ |
| 1      | Tyskland       | 19   | 5      | 5     | 29     |
| 2      | Slovakien      | 6    | 0      | 0     | 6      |
| 3      | Polen          | 3    | 3      | 3     | 9      |
| 4      | Storbritannien | 3    | 2      | 2     | 7      |
| 5      | Ryssland       | 3    | 1      | 9     | 12     |
| 6      | Tjeckien       | 2    | 19     | 6     | 27     |
| 7      | Ukraina        | 2    | 0      | 0     | 2      |
| 8      | Ungern         | 1    | 9      | 8     | 18     |
| NP     | Vitryssland    | 0    | 0      | 0     | 0      |
| NP     | Österrike      | 0    | 0      | 0     | 0      |
| NP     | Frankrike      | 0    | 0      | 0     | 0      |
| NP     | Italien        | 0    | 0      | 0     | 0      |
| NP     | Litauen        | 0    | 0      | 0     | 0      |
| NP     | Nederländerna  | 0    | 0      | 0     | 0      |
| NP     | Norge          | 0    | 0      | 0     | 0      |
| NP     | Schweiz        | 0    | 0      | 0     | 0      |
| Totalt | Totalt         | 39   | 39     | 33    | 117    |

## Medaljsammanfattning

### Premier
| Klass                  | Guld           | Silver   | Brons    |
| 200m, premier herrar   | Tyskland       | Ungern   | Tjeckien |
| 500m, premier herrar   | Tyskland       | Ungern   | Ryssland |
| 2 000m, premier herrar | Ungern         | Tjeckien | Tyskland |
| 200m, premier damer    | Storbritannien | Tyskland | Tjeckien |
| 500m, premier damer    | Storbritannien | Tjeckien | Tyskland |
| 2 000m, premier damer  | Storbritannien | Tjeckien | Ungern   |
| 200m, premier mixed    | Tyskland       | Tjeckien | Ungern   |
| 500m, premier mixed    | Tjeckien       | Tyskland | Ryssland |
| 2 000m, premier mixed  | Ryssland       | Tjeckien | Tyskland |

### U18
| Klass              | Guld     | Silver   | Brons    |
| 200m, U18 herrar   | Tyskland | Polen    | Ungern   |
| 500m, U18 herrar   | Tyskland | Ungern   | Polen    |
| 2 000m, U18 herrar | Tyskland | Polen    | Ungern   |
| 200m, U18 mixed    | Tyskland | Tjeckien | Polen    |
| 500m, U18 mixed    | Tjeckien | Tyskland | Ryssland |
| 2 000m, U18 mixed  | Tyskland | Polen    | Tjeckien |

### U23
| Klass             | Guld      | Silver | Brons    |
| 200m, U23 mixed   | Slovakien | Ungern | Ryssland |
| 500m, U23 mixed   | Slovakien | Ungern | Ryssland |
| 2 000m, U23 mixed | Slovakien | Ungern | Ryssland |

### Senior
| Klass                 | Guld     | Silver         | Brons          |
| 200m, senior herrar   | Ryssland | Tyskland       | Tjeckien       |
| 500m, senior herrar   | Tyskland | Ryssland       | Ungern         |
| 2 000m, senior herrar | Ukraina  | Ungern         | Tjeckien       |
| 200m, senior damer    | Tyskland | Storbritannien | Tjeckien       |
| 500m, senior damer    | Tyskland | Tjeckien       | Storbritannien |
| 2 000m, senior damer  | Tyskland | Tjeckien       | Ungern         |
| 200m, senior mixed    | Tyskland | Ungern         | Ryssland       |
| 500m, senior mixed    | Polen    | Tjeckien       | Tyskland       |
| 2 000m, senior mixed  | Ryssland | Ungern         | Tyskland       |

### Grand
| Klass                | Guld     | Silver         | Brons          |
| 200m, grand herrar   | Ukraina  | Storbritannien | Polen          |
| 500m, grand herrar   | Polen    | Tjeckien       | Storbritannien |
| 2 000m, grand herrar | Polen    | Tyskland       | Ryssland       |
| 200m, grand mixed    | Tyskland | Tjeckien       | Ryssland       |
| 500m, grand mixed    | Tyskland | Tjeckien       | Ungern         |
| 2 000m, grand mixed  | Tyskland | Tjeckien       | Ungern         |